# راسوموش
راسوموش (نام علمی: Ictidomys) نام یک سرده از تیره سنجاب است.

## گونه‌ها
- سنجاب زمینی پلنگی, Ictidomys tridecemlineatus
- سنجاب زمینی ریوگرانده, Ictidomys parvidens
- سنجاب زمینی مکزیکی, Ictidomys mexicanus